# Шарън да Вейл
Шарън да Вейл (на английски: Sharon da Vale) е германска порнографска актриса, родена на 8 юни 1976 г. в Берлин, Германия.

## Награди
Носителка на награди
- 2003: Venus награда за най-добра нова звезда (Германия).[3]
- 2010: Erotixxx награда за порнозвезда на годината.[4]
- 2011: Venus награда за най-добро еротично забавление (съносителка с Мария Мия).